# Вільхівці (Стрийський район)
Вільхі́вці — село в Україні, у Стрийському районі Львівської області. Населення становить 442 особи. Орган місцевого самоврядування — Жидачівська міська рада.

Стара польська назва села — Cucułowce.

## Історія
Дідич села Юрій-Станіслав Дідушицький, який вподобав собі село більше, ніж маєтності Косів та Соколів, мав намір збудувати тут містечко-«цяцьку». Зокрема, збудували палац, офіцини, тераси, парк, ермітаж, водоспади та інші «дива». Міщанам він надавав різні «свободи», а селян не вважав за людей.
7 травня 1946 року в Жидачівському районі село Цуцилівці перейменували на Вільхівці і Цуцилівську сільську Раду — на Вільховецьку.

## Населення

### Мова
Розподіл населення за рідною мовою за даними перепису 2001 року:
| Мова       | Кількість | Відсоток |
| ---------- | --------- | -------- |
| українська | 441       | 99.77%   |
| російська  | 1         | 0.23%    |
| Усього     | 442       | 100%     |

## Політика

### Парламентські вибори, 2019
На позачергових парламентських виборах 2019 року у селі функціонувала окрема виборча дільниця № 460353, розташована у приміщенні народного дому.
Результати
- зареєстровано 307 виборців, явка 73,29%, найбільше голосів віддано за «Слугу народу» — 19,56%, за «Європейську Солідарність» — 16,44%, за Всеукраїнське об'єднання «Батьківщина» — 14,67%.[5] В одномандатному окрузі найбільше голосів отримав Андрій Кіт (самовисування) — 30,67%, за Олега Канівця (Громадянська позиція) — 26,67%, за Володимира Наконечного (Слуга народу) — 11,11%[6].

## Пам'ятки
- Церква Благовіщення Пресвятої Богородиці[d] [7]. Збудована у 1861 (1854) р. Храм внесено до реєстру пам'яток архітектури місцевого значення за охоронним номером 1913-М.
- Пам'ятник на честь скасування панщини[d]

## Відомі люди
- Юрій-Станіслав Дідушицький (1670–1730) — дідич, конюший великий коронний
- Маріанна Тереза із Замойських — дружина Юрія Станіслава, померла в селі.[8][9]
- Олександр Мнішек-Чоржницький[pl] гербу Єліта (1851–1916) — польський поміщик, доктор обох прав, ц. к. чиновник, суддя, таємний радник, судовий камергер.

## Фотографії

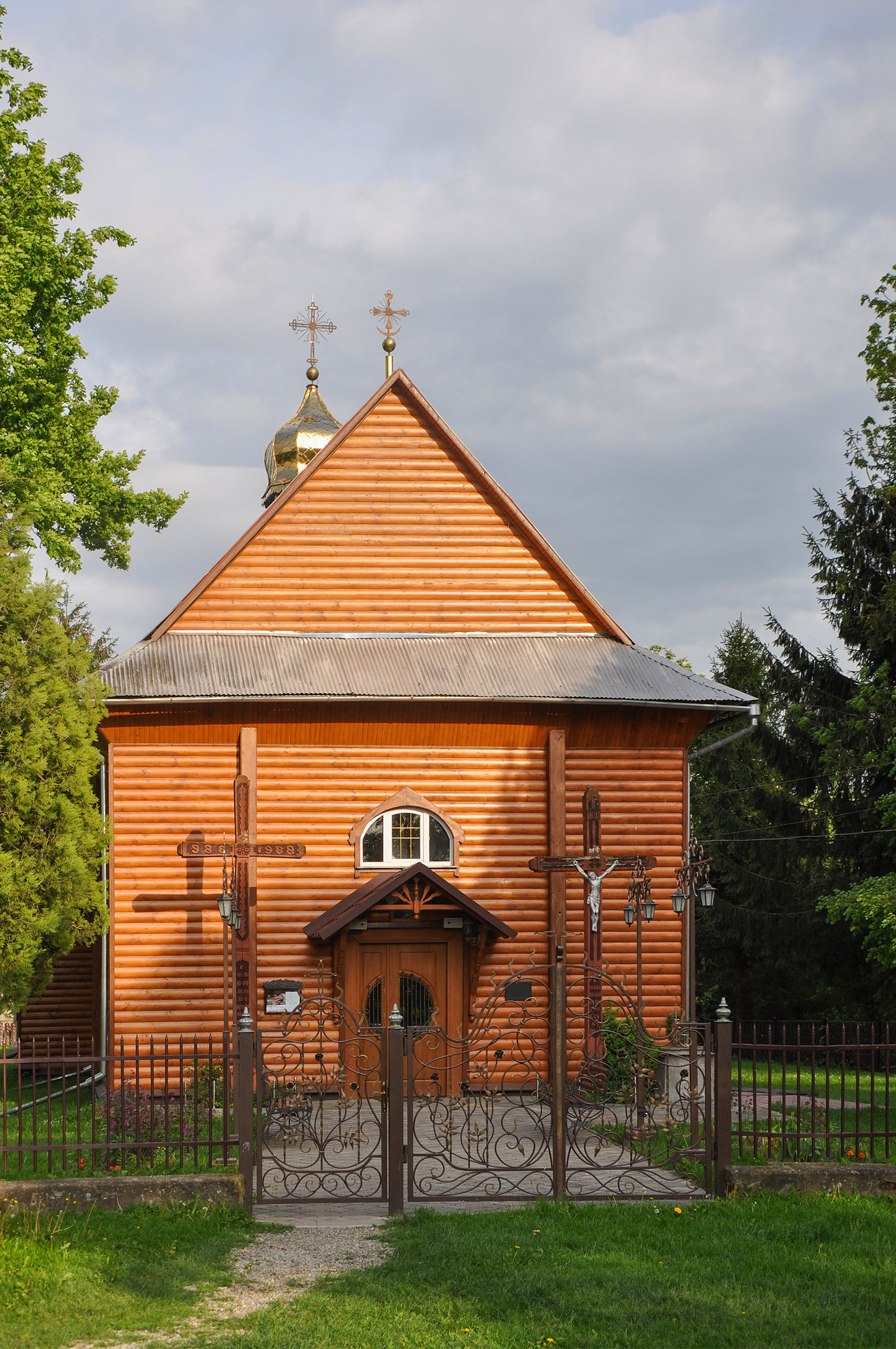
Церква Благовіщення Пресвятої Богородиці
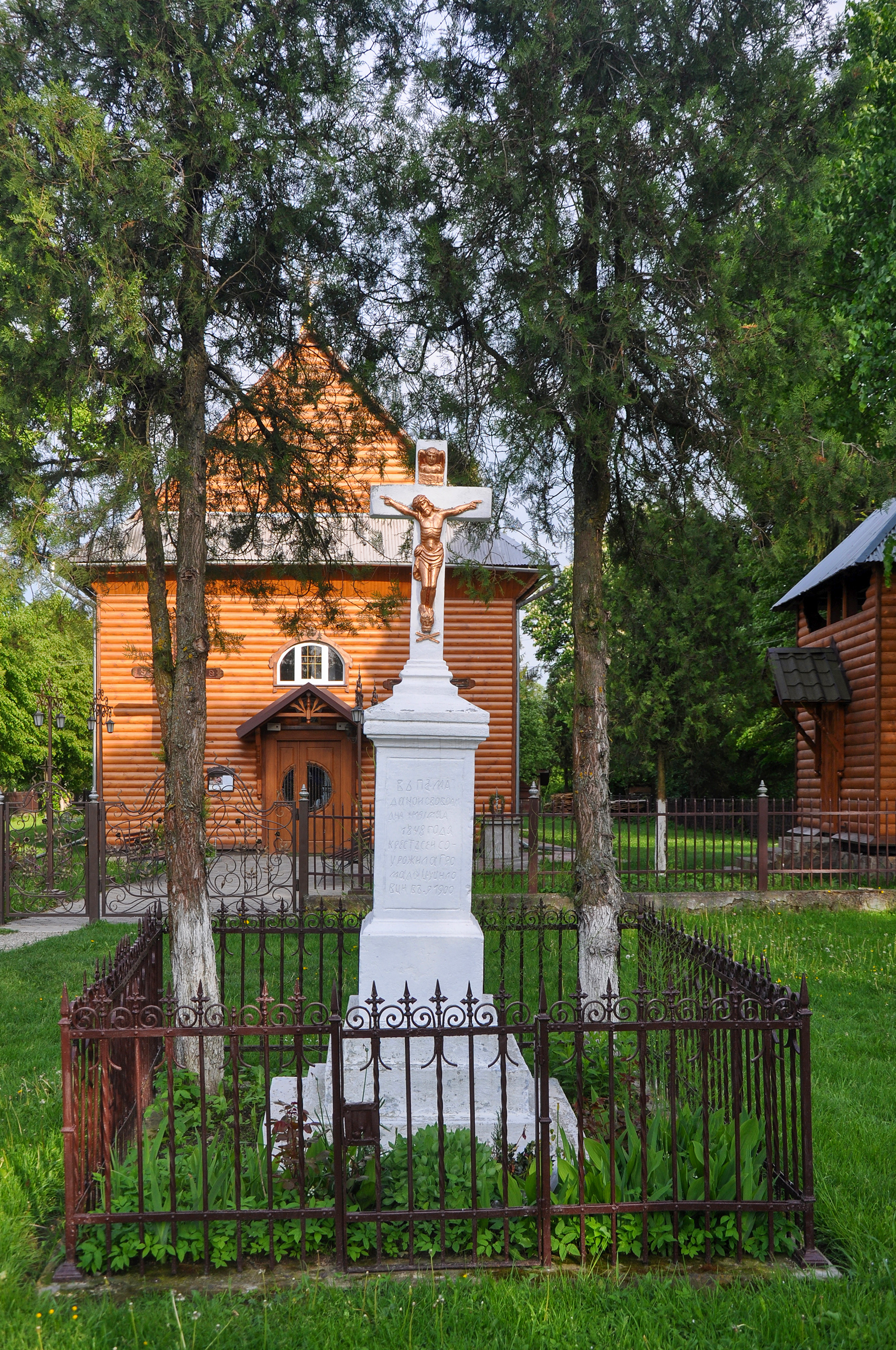
Пам'ятник на честь скасування панщини